# Posy Simmonds
Posy Simmonds   (Cookham, 9 d'agost de 1945) és una autora de còmics anglesa. La seua obra es caracteritza per les referències literàries -Flaubert, Thomas Hardy…- i els estereotips típcs britànics com ara els desitjos reprimits o les diferències de classe.

## Biografia
Naixida Rosemary Elizabeth Simmonds al comtat de Berkshire, després d'estudiar Belles Arts a la Sorbona de París i Disseny gràfic a la Central School of Art & Design de Londres, Simmonds començà dibuixant una tira còmica en el diari The Sun el 1969; en acabat feu humor gràfic a The Guardian durant deu anys, il·lustració durant la dècada de 1980 i, de nou a The Guardian, la tira setmanal Gemma Bovary, una sàtira de l'obra de Gustave Flaubert; entre 2005 i 2007 publicà una altra tira, Tamara Drewe, adaptada al cinema per Stephen Frears.
La seua primera novel·la gràfica va ser True Love (1981), però la recopilació de Gemma Bovary va fer que la crítica la consideràs una autora destacable, fins i tot a França, on la seua versió de Madame Bovary va ser entesa com un homenatge a Flaubert.
Simmonds ha set traduïda al francès, l'alemany i l'holandès. El Centre belge de la bande dessinée de Brussel·les li va dedicar una gran exposició retrospectiva el 2012.